# Barbie Dreamhouse Adventures
Barbie Dreamhouse Adventures – amerykański serial animowany, stworzony przez wytwórnię Mainframe Studios i firmę Mattel.
Serial ten miał swoją premierę 3 maja 2018 roku na platformie Netflix w Ameryce. Polska premiera serialu odbyła się 14 stycznia 2019 roku na antenie MiniMini+. 18 marca 2019 roku pierwszy sezon serialu ukazał się w serwisie Netflix w Polsce.
Serial ukazuje przygody Barbie i jej trzech sióstr: Chelsea, Stacie i Skipper.

## Obsada
- America Young – Barbie Roberts
- Kirsten Day – Skipper Roberts
- Cassandra Morris – Stacie Roberts
- Cassidy Naber – Chelsea Roberts
- Ritesh Rajan – Ken Carson
- Lisa Fuson –
  - Margaret Roberts,
  - Poppy Reardon
- Greg Chun – George Roberts
- Desirae Whitfield – Nikki
- Cristina Milizia – Teresa
- Stephanie Sheh – Renee
- Emma Galvin – Daisy
- Johnny Yong Bosch – Whittaker Reardon
- Eamon Brennan – Trey Reardon

## Wersja polska
Wersja polska: SDI Media Polska

Reżyseria: 
- Joanna Węgrzynowska-Cybińska (odc. 1-8),
- Agnieszka Zwolińska (odc. 9-13, 18-52),
- Janusz Dąbrowski (odc. 14-17)

Kierownictwo muzyczne: Piotr Zygo

Dialogi: Marta Robaczewska

Wystąpili:
- Beata Wyrąbkiewicz – Barbie
- Justyna Bojczuk – Skipper
- Małgorzata Prochera – Stacie
- Katarzyna Wincza – Chelsea
- Dominika Łakomska – Margaret
- Jacek Kopczyński – George
- Marta Gajko-Król – Nikki
- Julia Kołakowska-Bytner – Teresa
- Małgorzata Szymańska – 
  - Renee,
  - Siostra Renee
- Małgorzata Kozłowska – Daisy
- Karol Wróblewski – Ken

W pozostałych rolach:
- Piotr Bąk – 
  - Bruno Robak,
  - Szpieg
- Tomasz Błasiak – Johnny Bee
- Bruno Bytner – Johnny
- Olga Cybińska – DJ
- Marta Dylewska – Harriet
- Agnieszka Fajlhauer – 
  - Dom marzeń,
  - Dyrektor Miller,
  - Kobieta szpieg
- Kim Grygierzec – Tammy
- Maciej Kowalik – Pan Guerrero
- Lila Kowalska – Honey
- Artur Kozłowski – chłopiec
- Jacek Król – 
  - Greg,
  - Vlad,
  - spiker
- Antonina Krylik – Bongo
- Paweł Kubat – 
  - Trey Reardon (część odcinków),
  - Koleś 2,
  - Henric
- Otar Saralidze – Trey Reardon (część odcinków)
- Karina Kunkiewicz – Ciocia Adele
- Marta Markowicz –
  - Darcy,
  - mama
- Patryk Michalak – policjant
- Zofia Modej – Młoda Barbie
- Jaśmina Niewęgłowska – Rookie
- Katarzyna Owczarz – 
  - Poppy,
  - stewardesa,
  - Svetlana
- Kamil Pruban – 
  - Doktor Rise,
  - Koleś 1
- Anna Szymańczyk – Ben
- Brygida Turowska – Lucinda Crawford
- Lila Wassermann – Taffy
- Iwo Wiciński – Grayson Crawford
- Maciej Więckowski –
  - Juan,
  - pan Pearlman,
  - Harry
- Janusz Wituch – 
  - Whittaker Reardon,
  - Facet,
  - Facet za drzwiami
- Jakub Kordas – Król Neptun
- Katarzyna Faszczewska – Harriet
- Monika Pikuła – Tammy
- Katarzyna Mogielnicka – Shelby
- Joanna Halinowska – Casey
- Szymon Roszak – Warren
- Aleksandra Spyra – Mandy
- Maksymilian Bogumił – Doktor Rise
- Jakub Wieczorek – Francois

i inni
Piosenki śpiewały: 
- Katarzyna Łaska-Kaczanowska (czołówka),
- Katarzyna Owczarz (czołówka),
- Justyna Bojczuk

i inni

## Spis odcinków
| Premiera odcinka | Premiera odcinka | N/o            | Polski tytuł                               | Angielski tytuł                           |
| Seria pierwsza   | Seria pierwsza   | Seria pierwsza | Seria pierwsza                             | Seria pierwsza                            |
| ---------------- | ---------------- | -------------- | ------------------------------------------ | ----------------------------------------- |
| 03.05.2018       | 14.01.2019       | 01             | Witajcie w domu marzeń!                    | Welcome to the Dreamhouse                 |
| 03.05.2018       | 15.01.2019       | 02             | Domek w ogrodzie                           | Clubhouse (Remix)                         |
| 03.05.2018       | 16.01.2019       | 03             | Mistrzowskie babeczki                      | Nobody's Cupcake                          |
| 03.05.2018       | 17.01.2019       | 04             | Jak pionierzy                              | The Great Pioneer Adventure               |
| 03.05.2018       | 18.01.2019       | 05             | Moja siostrzyczka jest opiekunką           | Baby Sister Babysitter                    |
| 03.05.2018       | 21.01.2019       | 06             | Wycieczka!                                 | Road Trip                                 |
| 03.05.2018       | 22.01.2019       | 07             | Idealny tort                               | Picture Perfect Cake                      |
| 03.05.2018       | 23.01.2019       | 08             | Dachowa wróżka                             | The Roof Fairy                            |
| Seria druga      |                  |                |                                            |                                           |
| 12.09.2018       | 24.01.2019       | 09             | Równowaga                                  | Balancing Act                             |
| 12.09.2018       | 25.01.2019       | 10             | Życie jak sen                              | Life Can Be a Dream                       |
| 12.09.2018       | 28.01.2019       | 11             | Trey i konie                               | Trey is for Horses                        |
| 12.09.2018       | 29.01.2019       | 12             | Opowieść o szczeniakach z domu marzeń      | A Dreamhouse Puppy Tale                   |
| 12.09.2018       | 30.01.2019       | 13             | W swoim czasie                             | Time Will Tell                            |
| 12.09.2018       | 31.01.2019       | 14             | Wygrana dla piesków                        | Putts for Pups                            |
| 12.09.2018       | 01.02.2019       | 15             | Ze wszystkim sobie poradzę                 | Pied Pupper                               |
| 12.09.2018       | 04.02.2019       | 16             | Dzień na plaży                             | A Day at the Beach                        |
| Seria trzecia    |                  |                |                                            |                                           |
| 14.02.2019       | 05.02.2019       | 17             | Delikatna sytuacja                         | A Delicate Situation                      |
| 14.02.2019       | 06.02.2019       | 18             | Internetowa sława                          | Virtually Famous                          |
| 14.02.2019       | 07.02.2019       | 19             | Wszystkie psy idą na plażę                 | All Dogs Go to the Beach                  |
| 14.02.2019       | 08.02.2019       | 20             | Ballada o Szumiących Wierzbach             | Ballad of Windy Willows                   |
| 14.02.2019       | 11.02.2019       | 21             | Zamiana na pokoje                          | Room Swap                                 |
| 14.02.2019       | 12.02.2019       | 22             | Odlotowe spa                               | Getaway and Got Away                      |
| 14.02.2019       | 13.02.2019       | 23             | Szpiegowanie                               | Totally Spying                            |
| 14.02.2019       | 14.02.2019       | 24             | Barbie Roberts: Misja Syrenka – Część 1    | Barbie Roberts: Undercover Mermaid Part 1 |
| 14.02.2019       | 15.02.2019       | 25             | Barbie Roberts: Misja Syrenka – Część 2    | Barbie Roberts: Undercover Mermaid Part 2 |
| 14.02.2019       | 18.02.2019       | 26             | Sądny dzień                                | A Dog's Day in Court                      |
| Seria czwarta    |                  |                |                                            |                                           |
| 11.08.2019       | 12.10.2019       | 27             | Tajemnica magicznej syreny: część pierwsza | Magical Mermaid Mystery Part 1            |
| 11.08.2019       | 12.10.2019       | 28             | Tajemnica magicznej syreny: część druga    | Magical Mermaid Mystery Part 2            |
| 11.08.2019       | 12.10.2019       | 29             | Tajemnica magicznej syreny: część trzecia  | Magical Mermaid Mystery Part 3            |
| 11.08.2019       | 12.10.2019       | 30             | Tajemnica magicznej syreny: część czwarta  | Magical Mermaid Mystery Part 4            |
| 07.11.2019       | 22.11.2019       | 31             | Siostrzany projekt                         | Sister Class Act                          |
| 07.11.2019       | 23.11.2019       | 32             | Koszykówka do kosza                        | Basket Case                               |
| 07.11.2019       | 24.11.2019       | 33             | Taneczny dylemat Barbie                    | Barbie's Dance Dilemma                    |
| 07.11.2019       | 25.11.2019       | 34             | Pracująca mama                             | Working Mom                               |
| 07.11.2019       | 26.11.2019       | 35             | Coś pożytecznego                           | Something Borrowed                        |
| 07.11.2019       | 27.11.2019       | 36             | Towarzystwo wzajemnej adoracji             | The In Crowd                              |
| 07.11.2019       | 28.11.2019       | 37             | Rodzina roku                               | Family of the Year                        |
| 07.11.2019       | 29.11.2019       | 38             | Sportaton: część pierwsza                  | The Sportathon Part 1                     |
| 07.11.2019       | 30.11.2019       | 39             | Sportaton: część druga                     | The Sportathon Part 2                     |
| Seria piąta      |                  |                |                                            |                                           |
| 19.01.2020       | 27.04.2020       | 40             | Sportowy Tydzień                           | Spirit Week                               |
| 26.01.2020       | 28.04.2020       | 41             | Nie ma się czego bać                       | Nothing to Fear                           |
| 02.02.2020       | 29.04.2020       | 42             | Ciasto i niedźwiedż                        | Barbie, Brownies and Bears, Oh My!        |
| 09.02.2020       | 30.04.2020       | 43             | Rodzinne gry i zabawy                      | Family Fun and Games                      |
| 16.02.2020       | 01.05.2020       | 44             | Domowy cyrk                                | Three Ring Dreamhouse                     |
| 23.02.2020       | 02.05.2020       | 45             | Kłótnia kumpli                             | Dude Fight                                |
| 01.03.2020       | 03.05.2020       | 46             | Papuga                                     | The Copy Cat                              |
| 08.03.2020       | 04.05.2020       | 47             | Dzień wolny Barbie                         | Barbie's Day Off                          |
| 15.03.2020       | 05.05.2020       | 48             | Klątwa Ducha z Kopalni                     | The Curse of the Miner's Ghost            |
| 22.03.2020       | 06.05.2020       | 49             | Zamaskowany kurczak na lodzie              | Chicken Masked Mystery on Ice             |
| 29.03.2020       | 07.05.2020       | 50             | Śnieg w Malibu                             | It Snows in Malibu                        |
| 05.04.2020       | 08.04.2020       | 51             | Święta w Domu Marzeń                       | Dreamhouse Holidays                       |
| 12.03.2020       | 09.05.2020       | 52             | Wielka przyjaźń                            | Close-Knit Friendship                     |
| Film             |                  |                |                                            |                                           |
| 01.09.2020       |                  | F1             |                                            | Barbie Princess Adventure                 |